# Мисс Красноярск
Мисс Красноярск — ежегодный конкурс красоты, проходящий в городе Красноярске с 1996 года.

## История
В начале 90-х годов в Красноярске стали появляться первые самостоятельные спортивные клубы, творческие студии для детей и молодёжи. Так в 1992 году одними из первых открылись спортивный клуб «Галатея» и творческая студия «Образ», на базе которых в дальнейшем были созданы региональная общественная организация "Красноярский краевой молодёжный творческий союз «Лица будущего-XXI» и модельно-продюсерский центр Макс Моделс. Они и выступили организаторами конкурсов «МИСС Красноярск» и «Маленькая красавица».
Члены региональной общественной организации "Красноярский краевой молодёжный творческий союз «Лица будущего-XXI» вовлечены не только в подготовку к конкурсам, но и активно занимаются общественной и благотворительной деятельностью. С 2008 года конкурсы «МИСС Красноярск» и «Маленькая красавица» из fashion-мероприятия превратились в молодёжный проект, олицетворяющий важные установки здорового современного образа жизни: спорт, активность, отказ от вредных привычек, внутреннюю красоту, уверенную личность, целеустремленность и социальную активность.
В 2014 году проект меняет формат. Впервые зрители смогут увидеть не только финал, но и сам процесс подготовки к конкурсу — от кастинга до заключительного шоу.
Продолжительность телепроекта — с ноября по май, и в этом тоже заключается его уникальный не только для Красноярска, но и для всей России в целом. Ранее на ТВ не было подобных проектов подготовки участия в конкурсе красоты. И самое главное — все испытания для участниц будут проходить исключительно в прямом эфире на телеканале «Афонтово в красном», также их можно будет смотреть и в онлайн режиме — в виде сюжетов и тележурнала. Это даст возможность увидеть изнанку конкурса. Напомним, что именно телекомпания Афонтово в 96-м поддержала первый конкурс «Мисс Красноярск». Спустя почти 20 лет самое красивое событие года вновь выйдет на нашем канале.
Интерес девушек к такого плана мероприятиям никогда не угасает — участницы желают, если не победить, то уж точно поучаствовать. И стать частью красноярской истории.
Оценивать девушек будет не только жюри, но и зрители, посредством смс-голосования. Участница, которая получит наибольшее количество, станет «Мисс Зрительских симпатий». Известно, что будет и интернет-голосование. Каждый месяц горожане смогут выбрать свою «Мисс интернет».
В 2015 году конкурс празднует своё 20летие! К юбилею проекта организаторы приготовили жителям Красноярска настоящий праздник! Постановщиком шоу, которое могли увидеть зрители, является Валерий Терешкин, который совместно со своим балетом создал специальную уникальную программу. Помимо традиционных конкурсных выходов и награждения победительниц, финал стал площадкой для реализации молодых талантов и их творчества в сфере арт искусства, fashion дизайна и медиа индустрии. В соответствии с основной концепцией шоу в этому году, посвящённой юбилею — прошёл парад участниц прошлых лет.
Более чем двадцатилетняя история проекта — это, конечно же, люди. Те, кто на протяжении всего этого времени работал в проекте, помогая ему становиться лучше. И, прежде всего, участницы конкурсов, которые сегодня живут и работают в самых разных городах России — Красноярск, Москва, Санкт-Петербург, Оренбург и даже за границей — Лондон, Нью-Йорк, Токио.
21-й конкурс красоты возвращается к традиционным истокам — поддержке благотворительности. В этом году участницы помогали Общественному движению «Право на счастье» в поддержку детей с ограниченными возможностями, которое существует с 2012 года под руководством председателя Надежды Болсуновской.
На протяжении трёх месяцев конкурсантки, организаторы и партнеры творили добрые дела: финансовая поддержка общественного благотворительного движения, создание и ведение образовательных и развивающих семинаров, мастер классов для детей с ограниченными возможностями, презентация их творческих работ участницами конкурса.

## Победительницы конкурса
| Год  | Мисс Красноярск          | Дополнительно |
| 1996 | Анна Полонская (Иванова) | Первый… Дебютный… Пробный… конкурс «МИСС Красноярск» |
| 1997 | Ксения Князева           | «МИСС Красноярск-1997» Ксения Князева добилась самого большого успеха (до сих пор не превзойденного) из всех моделей МАКС Моделс!                                                                       |
| 1999 | Анна Ломанова (Гладкова) | Анна Ломанова — жена звезды красноярского хоккея Сергея Ломанова. 1999 год ознаменовался появлением младшей сестрички — конкурса «Маленькая Красавица»!                                                 |
| 2000 | Таисия Деева             | Постановка конкурсов 2000 года была окутана театральной атмосферой, посвящённой русской теме |
| 2001 | Анастасия Полякова       | В 2001 году агентство МАКС моделс выступило организатором масштабного мероприятия — Международного фестиваля «Лица будущего-XXI», участие в котором приняли делегации более 15ти стран и республик!     |
| 2002 | Полина Твердохлебова     | «Модельный» |
| 2003 | Мария Дмитриева          | Продолжив «высокий старт» 2002 года модели МАКС Моделс и финалистки конкурсов продолжают работать на мировых подиумах и для известных модельных агентств!                                               |
| 2005 | Мария Алёхина            | Спорт и хорошая физическая подготовка участниц конкурса «МИСС Красноярск» стали неотъемлемой частью нашего проекта, что именно первый конкурсный выход настраивает всех на весёлый спортивный праздник! |
| 2007 | Валентина Сокур          | Позади 10 лет… 10 лет сложной и интересной, творческой и дисциплинированной, звёздной и домашней жизни проекта конкурсов «МИСС Красноярск» и «Маленькая Красавица». Мы стали настоящей семьёй!          |
| 2010 | Эльмира Гимадеева        | Вторая вице-мисс Красноярск-2010 Анастасия Машукова в 2011 году одержала значимую для нас победу — стала первой вице-Мисс Мисс Россия-2011.                                                             |
| 2011 | Анастасия Степанова      | 15 Ярких лет! В 2011 году Конкурсу МИСС Красноярск исполнилось 15 лет. |
| 2014 | Евгения Бахтина          | Самое красивое событие года! |
| 2015 | Анна Волженцева          | Конкурсу «МИСС Красноярск» 20 лет |
| 2016 | Вероника Вахтер          | «Красота спасёт мир!» |

В 2008-м и 2009-м, конкурс из-за экономического кризиса не проводился.